# Apples and Oranges
«Apples and Oranges» es una canción del grupo inglés Pink Floyd escrita por Syd Barrett. Fue publicada como sencillo para el mercado británico el 18 de noviembre de 1967 y su lado B es la canción "Paint Box", compuesta por el teclista Richard Wright. La canción habla de una chica que se reúne con el narrador en un supermercado.
El sencillo debutó en la primera presentación de la banda en Estados Unidos, en el programa de televisión American Bandstand, con la presencia de Barrett. En 1968, Barrett fue reemplazado por David Gilmour y el grupo viajó a Bélgica para grabar un video de la canción. En este video la banda aparece en una bodega de frutas, mientras Roger Waters dobla la voz de Barrett.

## Personal e instrumentario
- Syd Barrett - guitarra eléctrica (también con wah-wah), voz solista
- Richard Wright - órgano Hammond, piano, piano eléctrico, voz de acompañamiento, voz solista en falsete en el puente
- Roger Waters - bajo, voz de acompañamiento
- Nick Mason - batería, pandereta